# Paulo Jacinto
Paulo Jacinto est une municipalité brésilienne dans l'État de l'Alagoas.